# Andreas Ogris
Andreas Ogris (Vienna, 7 ottobre 1964) è un allenatore di calcio ed ex calciatore austriaco.
Ha disputato 63 partite con l'Austria, segnando 11 reti, e partecipando al Campionato mondiale di calcio 1990.

## Palmarès

### Giocatore

#### Club
- Campionato austriaco: 5

Austria Vienna: 1983-1984, 1984-1985, 1990-1991, 1991-1992, 1992-1993
- Coppa d'Austria: 3

Austria Vienna: 1989-1990, 1991-1992, 1993-1994

#### Individuale
- Calciatore austriaco dell'anno: 1

1990